# VC Amigos Sint-Antonius-Zoersel
Volleybalclub Amigos Sint-Antonius Halle, beter bekend onder haar sponsornaam VC Amigos-Van Pelt, is een Belgische volleybalclub uit de Zoerselse deelgemeente Sint-Antonius.

## Geschiedenis
De club ontstond in 1997 uit de fusie van VOC Halle en VC Amigos.
Het damesteam dwong in seizoen 2005-06 de promotie af naar de Eredivisie. Het herenteam was omstreeks deze periode actief in Eerste nationale. Het daaropvolgende seizoen engageerde GEA Happel Belgium, een groothandel actief in o.a. ventilatiematerialen, zich als sponsor. In 2008-'09 - ten gevolge van een herindeling van de reeksen - kwam het herenteam voortaan twee reeksen lager uit. Onder leiding van Etienne De Buck speelden ze vervolgens tweemaal kampioen en maakte ze hun intreden in 2010-'11 in de Liga B. In 2013-'14 wint het damesteam de play-downs en verzekerde het zich alzo van een Europese campagne in de CEV Cup het volgende seizoen. 
In 2014-'15 speelde het herenteam kampioen en de Liga B (en wonnen ze tevens de 'Beker van Antwerpen'), waardoor de club in 2015-'16 zowel een dames- als herenteam in de hoogste afdeling had. In 2016-'17 werd bouwmateriaalhandel Van Pelt aangetrokken als sponsor. Na seizoen 2018/19 werd besloten het zowel het fanionteam van de heren als de dames stop te zetten. Vanaf het daaropvolgende seizoen kwamen zowel de heren als de dames opnieuw uit in 1e nationale. 

## Organisatie
De club heeft een uitgebreide jeugdwerking. Hiervoor draagt ze sinds 2009 het label 'gouden jeugdclub' van de Koninklijk Belgisch Volleybalverbond (KBVBV). Sinds 2012 beschikt de club daarnaast over een eigen sportzaal met fitnessinfrastructuur.

## Bekende (ex-)spelers
- Evy Colman
- Sarah Cools
- Jolan Cox
- Tara Daerden
- Yana De Leeuw
- Stien Deleuil
- Lies Eykens
- Joke Hoeyberghs
- Jeroen Oprins
- Sarah Smits
- Stephanie Van Bree
- Birthe Wittock